# イギリス宇宙局
イギリス宇宙局（イギリスうちゅうきょく、英語: United Kingdom Space Agency）は、イギリス政府の宇宙開発を担当する部局である。2010年4月1日、イギリス国立宇宙センターを発展的に解消して設立され、国家の宇宙開発に関する政策立案と予算管理の業務を引き継ぎ、イギリスの宇宙に関わるすべての交渉の代表者となる。「連合王国（United Kingdom）のすべての宇宙事業を一つに統括する」と言われている。本部はウィルトシャー（Wiltshire）州スウィンドン（Swindon）にあった国立宇宙センターのものをそのまま引き継ぐ。

## 創設とその目的
イギリス宇宙局創設の発表は2010年3月23日、クイーン・エリザベス2世会議センターで、ピーター・マンデルソン、ポール・ドレイソン両議員およびティモニー・ピーク陸軍航空隊長によって行われた。
約2億3,000万ポンド（2010年5月2日現在の為替レートで約329億円、以下同）の予算と運営組織が、他の機関から宇宙局に統合された。創設にかかった費用は、USドルに換算して6,000万ドルであった。「地球科学、遠距離通信、宇宙探査などの分野での、連合王国の努力の統合を促進する」のが、当局に付託された権限の一部であるとドレイソンは語った。
英宇宙局創設の主目的は、宇宙および衛星産業に関わる60億ポンド（8,595億円）の予算と6万8,000人の雇用を保護することである。宇宙局の20年計画では、予算を400億ポンド（5兆7,300億円）に増大させ10万人の雇用を創出し、世界の宇宙産業の10％のシェアを占めることを目標にしている（現在は6％）。この計画は、「宇宙新機軸および成長戦略（Space Innovation and Growth Strategy, Space-IGS）」によるものである。Space-IGSはイギリス政府に対し、ヨーロッパ宇宙機関（European Space Agency, ESA）への参画と重複する事業や、現在から2030年までの間に少なくとも三つの計画を開始し主導していくことを要求しているが、これに対する明確な説明はなく、ドレイソン議員が「我々はそれぞれの提案や計画がビジネスチャンスとなることを望む」と語っているのみである。

## 国際宇宙革新センター
宇宙局の事業の一つとして、「国際宇宙革新センター（International Space Innovation Centre, ISIC）」がオックスフォードシャー州ハーウェル（Harwell）に4,000万ポンド（57億3,000万円）の費用をかけて、ESAの研究機関と平行して建設される。その任務の一部は、気候変動を調査し、宇宙の安全保障をすることである。経費のうち2,400万ポンド（34億3,800万円）は国に援助され、産業界から助言を受け、5年間で700人の雇用を創出する。

## 権限の委譲
宇宙局は以下の責務と権限を他の政府機関から引き継いだ。
- イギリス国立宇宙センターのすべての責務、職員、資産。
- 自然環境調査委員会、科学技術施設委員会、技術戦略委員会[1]グラント計画やロケット発射後の支援などを含むESAと取り交わした契約[9]。
- 「環境および安全保障のための地球観測機器」におけるイギリスの分担およびガリレオ測位システム[1]。
- ヨーロッパ連合宇宙センターにおける金利（原則合意）[1]。
- 連合王国調査委員会および技術戦略委員会からの技術および機器への資金[1]。